# Specie di Barbarea
Elenco delle specie di Barbarea:

## A

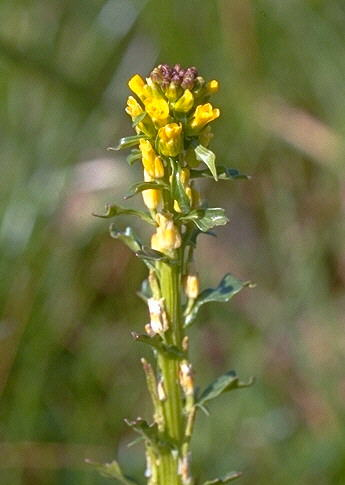
Barbarea bracteosa

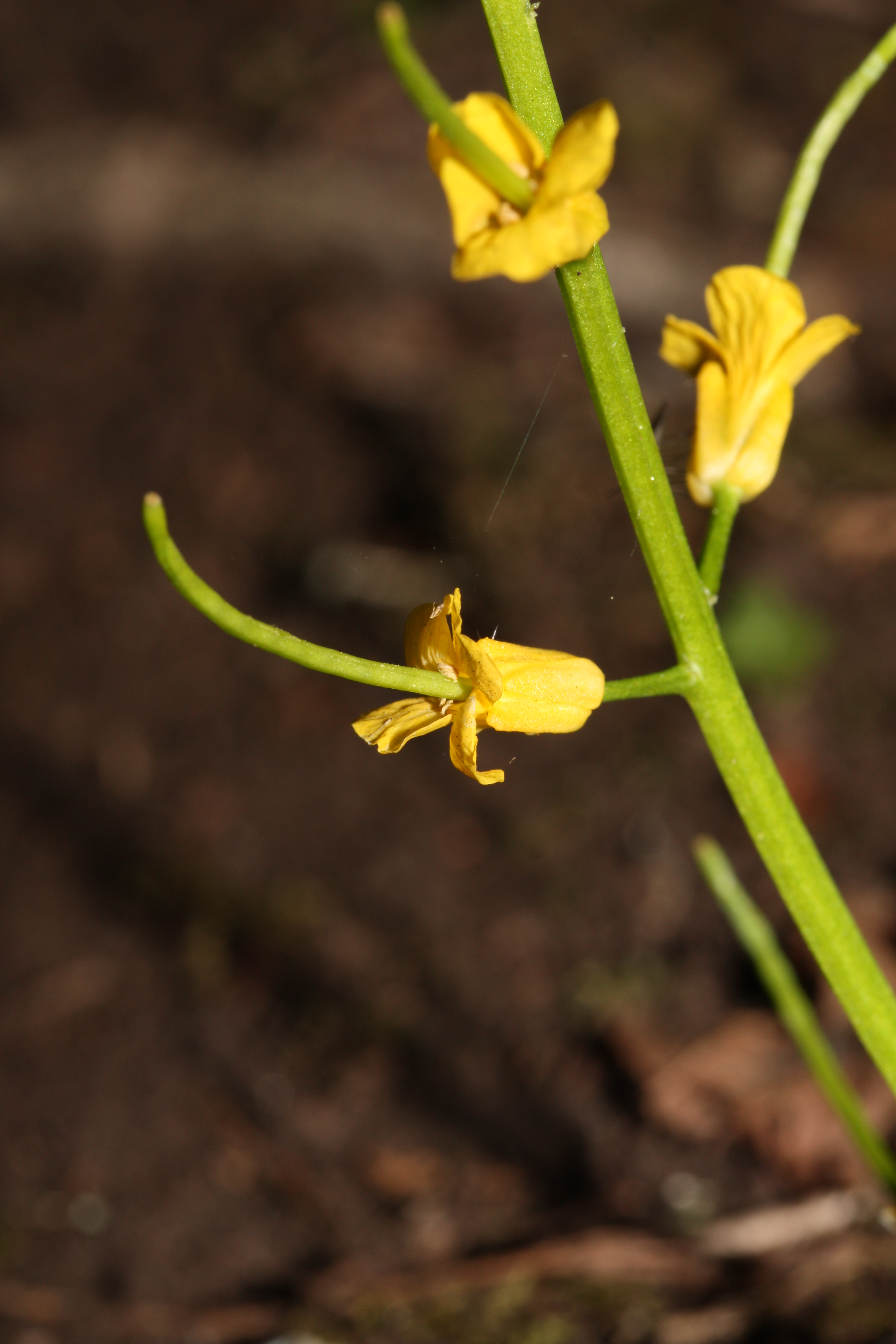
Barbarea orthoceras

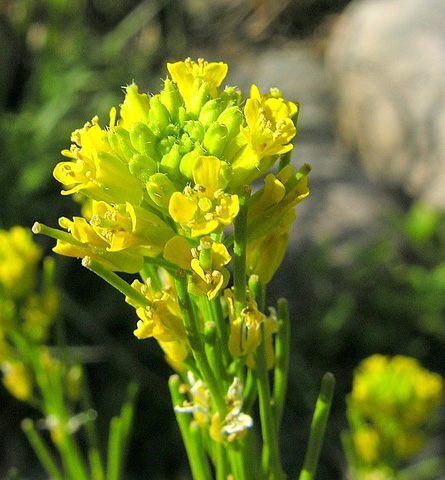
Barbarea stricta

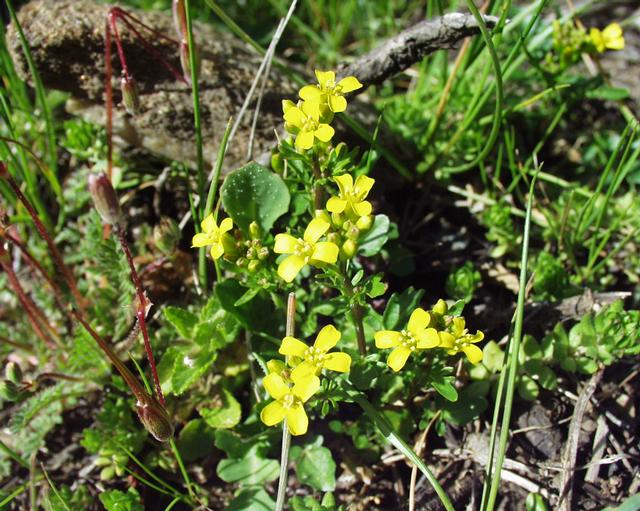
Barbarea verna

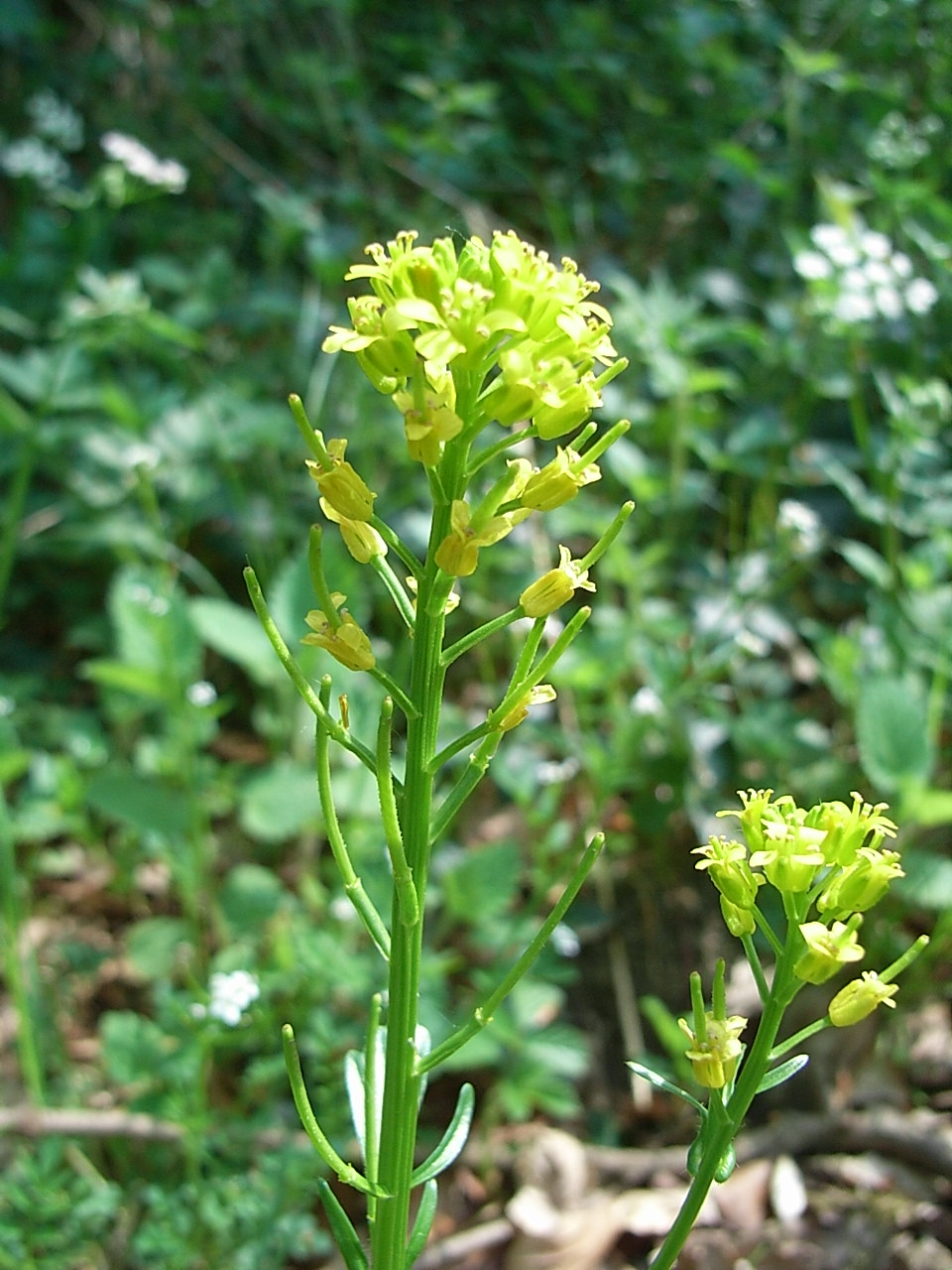
Barbarea vulgaris

- Barbarea anfractuosa (Hartvig & Å.Strid) Bagci & Savran
- Barbarea auriculata Hausskn. ex Bornm., 1931
- Barbarea australis Hook.f., 1852

## B
- Barbarea bosniaca Murb., 1891
- Barbarea brachycarpa Boiss., 1844
- Barbarea bracteosa Guss., 1828

## D
- Barbarea duralii Bagci & Savran

## G
- Barbarea × gradlii Murr
- Barbarea grandiflora Busch, 1908
- Barbarea grayi Hewson, 1982

## H
- Barbarea hongii Al-Shehbaz & G.Yang, 2000

## I
- Barbarea integrifolia DC., 1821
- Barbarea intermedia Boreau, 1840

## K
- Barbarea × krausei P.Fourn.

## L
- Barbarea lepuznica Nyár.
- Barbarea longirostris Velen., 1898
- Barbarea lutea Coode & Cullen, 1965

## M
- Barbarea macrocarpa (Boiss.) Al-Shehbaz & Jacquemoud, 2000

## O
- Barbarea oligosperma K.Koch, 1847
- Barbarea orthoceras Ledeb., 1824

## P
- Barbarea plantaginea DC., 1821
- Barbarea platycarpa Hausskn. ex Bornm., 1936

## R
- Barbarea rupicola Moris, 1827

## S
- Barbarea × schulzeana Hausskn.
- Barbarea sicula C.Presl, 1822
- Barbarea stricta Andrz. ex Besser, 1821

## T
- Barbarea taiwaniana Ohwi, 1934
- Barbarea trichopoda Hausskn. ex Bornm., 1931

## V
- Barbarea verna (Mill.) Asch., 1860
- Barbarea vulgaris R.Br., 1812